# گیه‌لی بالا
گیه‌لی بالا (ترکی آذربایجانی: Yuxarı Gəyəli) یک منطقهٔ مسکونی در جمهوری آرتساخ است که در استان کاشاتاق واقع شده‌است.